# ماركو دورديفيك (متزحلق جبال الألب)
ماركو دورديفيك هو متزحلق جبال الألب صربي، ولد في 6 سبتمبر 1978 في بلغراد في صربيا.

## وصلات خارجية
- ماركو دورديفيك على موقع الاتحاد الدولي للتزلج (التزلج على المنحدرات الثلجية) (الإنجليزية)
- ماركو دورديفيك على موقع أوليمبيديا (الإنجليزية)